# Beggars Banquet
| 평가 점수                     | 평가 점수 |
| 출처                          | 점수      |
| ----------------------------- | --------- |
| AllMusic                      | [ 4 ]     |
| Boston Herald                 | [ 5 ]     |
| Encyclopedia of Popular Music | [ 6 ]     |
| Entertainment Weekly          | A         |
| The Great Rock Discography    | 10/10     |
| Music Story                   | [ 9 ]     |
| MusicHound Rock               | 4.5/5     |
| NME                           | 8/10      |
| Rolling Stone                 | [ 12 ]    |
| The Rolling Stone Album Guide | [ 13 ]    |

《Beggars Banquet》은 1968년 12월 6일, 영국에서의 데카 레코드와 미국의 런던 레코드에 의해 발매된 영국의 록 밴드 롤링 스톤스의 일곱 번째 영국 스튜디오 음반이자 아홉 번째 미국 스튜디오 음반이다. 이 음반은 이전 두 음반의 《Between the Buttons》와 《Their Satanic Majesties Request》의 사이키델릭 팝에 이어 밴드의 방향에 변화를 주었다. 이 음반은 종종 많은 회고적인 "위대한 음반" 목록에서 높은 순위를 차지했으며 롤링 스톤스 경력의 가장 비평가들로부터 호평을 받는 시기의 시작을 형성하고 있다.
이 밴드의 창시자 겸 초기 리더인 브라이언 존스는 약물 복용 때문에 스튜디오에서 점점 더 신뢰성이 떨어졌고, 사망 후 발매된 다음 음반 《Let It Bleed》에도 두 곡의 곡의 기여를 했지만, 이 음반은 그의 일생 동안 발매된 마지막 롤링 스톤스 음반이었다. 존스가 기타를 악기로서 완전히 포기했기 때문에, 거의 모든 리듬과 리드 기타 부분은 밴드의 리드 싱어 믹 재거의 다른 기타리스트 겸 작곡 파트너인 키스 리처즈에 의해 녹음되었다. 두 사람은 음반에 수록된 곡들 중 하나를 제외한 모든 곡을 작곡했다. 모든 멤버가 다양한 악기에 기여했지만, 이 악기를 완성한 것은 베이시스트 빌 와이먼과 드러머 찰리 와츠였다. 그 시대의 대부분의 음반과 마찬가지로, 자주 공동 작업을 하는 니키 홉킨스는 많은 트랙에서 피아노를 연주했다. 이 음반은 지미 밀러가 프로듀싱한 최초의 롤링 스톤스 음반으로, 1960년대 후반과 1970년대 초에 걸쳐 롤링 스톤스 사운드의 핵심 측면을 형성했다.
《Beggars Banquet》은 미국 (5위)과 그들의 모국인 영국 (3위)을 포함한 많은 시장에서 톱 10 음반으로, 많은 회고적인 "위대한 음반" 목록에서 높은 순위를 차지해왔다. 발매 당시 "히트 싱글"이 부족했던 반면, 〈Sympathy for the Devil〉(영국 9위, 미국 55위)과 〈Street Fighting Man〉(미국 48위, 영국 21위, 1971년 재발매)과 같은 곡들은 앞으로 수십 년 동안 록 라디오 스테이플이 되었다.

## 제목 및 포장재
키스 리처즈에 따르면, 이 음반의 제목은 영국 미술상인 크리스토퍼 깁스가 생각해 낸 것이라고 한다. 1968년 6월 7일 런던 햄프스티드에 있는 저택 사룸 체이스에서 사진작가 마이클 조셉과 함께 음반의 게이트폴드를 위한 포토샵이 열렸다. 이전에는 볼 수 없었던 사진들이 2008년 11월과 12월에 런던의 블링크 갤러리에서 전시되었다. 그래피티로 뒤덮인 욕실 벽을 묘사한 이 음반의 원래 커버 아트는 밴드의 레코드 회사에 의해 거절당했고, 그들의 성공하지 못한 논쟁은 음반 발매를 몇 달이나 지연시켰다. "화장실" 커버는 나중에 대부분의 콤팩트 디스크 재발매에 실렸다.

## 곡 목록
모든 곡들은 로버트 윌킨스에 의해 작사/작곡한 〈Prodigal Son〉를 제외하고, 믹 재거와 키스 리처즈에 의해 작사/작곡하였다.
| #  | 제목                       | 재생 시간 |
| -- | -------------------------- | --------- |
| 1. | 〈Sympathy for the Devil〉 | 6:18      |
| 2. | 〈No Expectations〉        | 3:56      |
| 3. | 〈Dear Doctor〉            | 3:28      |
| 4. | 〈Parachute Woman〉        | 2:20      |
| 5. | 〈Jigsaw Puzzle〉          | 6:06      |

| #  | 제목                    | 재생 시간 |
| -- | ----------------------- | --------- |
| 1. | 〈Street Fighting Man〉 | 3:16      |
| 2. | 〈Prodigal Son〉        | 2:51      |
| 3. | 〈Stray Cat Blues〉     | 4:38      |
| 4. | 〈Factory Girl〉        | 2:09      |
| 5. | 〈Salt of the Earth〉   | 4:48      |

## 인증
| 국가                                                            | 인증     | 판매량/출하량 |
| --------------------------------------------------------------- | -------- | ------------- |
| 오스트레일리아 (ARIA)                                           | 골드     | 35,000        |
| 캐나다 (뮤직 캐나다)                                            | 골드     | 50,000^       |
| 영국 (BPI) release of 2006                                      | 골드     | 100,000^      |
| 미국 (RIAA)                                                     | 플래티넘 | 1,000,000^    |
| ^출하량을 기반으로 한 인증 · 판매량+스트리밍을 기반으로 한 인증 |          |               |